# Álvaro del Portillo
Beato Álvaro José Maria Eulogio del Portillo y Diez de Sollano (Madrid, 11 de março de 1914 — Roma, 23 de março de 1994) foi bispo da Igreja Católica e Prelado da Prelazia da Santa Cruz e Opus Dei. Era doutorado em engenharia civil, filosofia e letras (história) e em direito canônico.

## Vida
Era o terceiro de oito filhos. Foram seu pais Ramón del Portillo Pardo e Clementina Diez de Solano Portillo. Pediu admissão no Opus Dei em 7 de julho de 1935, rapidamente converteu-se no mais firme e valioso auxiliar e apoio de São Josemaría Escrivá, fundador do Opus Dei, de quem foi confessor e diretor espiritual desde o dia em que foi ordenado sacerdote em 25 de junho de 1944, e o acompanhou até o dia de seu falecimento em 26 de junho de 1975. Foi um dos três primeiros sacerdotes do Opus Dei, ordenado por D. Leopoldo Eijo y Garay, bispo de Madrid-Alcalá, junto com ele foram ordenados José Maria Hernándes de Garnica e José Luis Músquiz.

A 15 de setembro de 1975 foi eleito primeiro sucessor de S. Josemaria frente ao Opus Dei, foi Secretário Geral do Opus Dei (1940–1947 e 1956–1975) e era membro do seu Conselho Geral desde 1940 até 1975. Dentre outros órgãos do Vaticano foi consultor da Sagrada Congregação para a Causa dos Santos, da Congregação para o Clero e do Pontifício Conselho para as Comunicações Sociais. Trabalhou no Concílio Vaticano II, primeiro como presidente da Comissão antepreparatória para os Leigos e depois como secretário da Comissão para a Disciplina do Clero e como consultor de outras Comissões. Foi membro da Comissão de Revisão do Código de Direito Canônico que se encontra em vigor, promulgado por João Paulo II.

Brasão de Armas de Álvaro del Portillo

O Papa João Paulo II ao erigir o Opus Dei em Prelazia pessoal, em 28 de novembro de 1982, o fez seu Prelado e, em 6 de janeiro de 1991, sagrou-o bispo titular de Vita. Escolheu como lema do seu escudo episcopal: Regnare Christum volumus!. Não pensava em si mas em servir à Igreja: "único motivo da nossa existência e da existência da nossa Prelatura", repetia.
Em 1985 fundou em Roma o Centro Acadêmico Romano da Santa Cruz que mais tarde foi se tornar na Pontifícia Universidade da Santa Cruz. Durante o seu governo o trabalho da prelazia estendeu-se por vinte novos países. Foi Grão-Chanceler da Universidade de Navarra e da Universidade de Piura, no Peru.
Faleceu no dia 23 de março de 1994, poucas horas depois de retornar de uma viagem de peregrinação à Terra Santa. Neste mesmo dia João Paulo II foi rezar junto de seus restos mortais. Encontra-se sepultado na Cripta da Igreja Prelatícia de Santa Maria da Paz, na sede central do Opus Dei em Roma.
Foi sucedido no governo da prelazia por D. Javier Echevarría Rodríguez. Sobre ele afirmou João Paulo II, por ocasião do seu falecimento: "Foi um exemplo de fortaleza, de confiança na providência divina e de fidelidade à sede de Pedro." (Telegrama ao Vigário Geral do Opus Dei, Cidade do Vaticano 23-III-1994).

### Causa de canonização
No dia 5 de março de 2004 o então Cardeal Vigário da Diocese de Roma Camillo Ruini presidiu a sessão de abertura do tribunal do Vicariato de Roma que atuará na causa de canonização de D. Álvaro del Portillo, o ato de abertura ocorreu na Sala da Conciliação do Palácio Lateranense. No dia 20 de março do mesmo ano, teve lugar a sessão de abertura do tribunal da prelazia do Opus Dei que também participará da fase de instrução da causa de canonização, este segundo evento teve lugar na Sala Höffner da Pontifícia Universidade da Santa Cruz, em Roma, com a presença de cerca de quatrocentas pessoas.
No dia 28 de junho de 2012, o Vaticano anunciou que lhe tinham sido reconhecidas virtudes heroicas, um passo importante para uma eventual beatificação. Desse momento em diante, Mons. Álvaro del Portillo é denominado "Venerável Servo de Deus". Em 5 de julho de 2013 a Santa Sé, através de um decreto do Papa Francisco reconheceu oficialmente um milagre atribuído à sua intercessão para a cura de um menino chileno chamado José Ignacio Ureta Wilson, após uma parada cardíaca de mais de meia hora, no dia 2 de agosto de 2003.
Foi beatificado no dia 27 de setembro de 2014 . A cerimônia foi em Madrid, “terra natal” do prelado, e presidida pelo prefeito da Congregação das Causas dos Santos, o cardeal Ângelo Amato. Para D. Javier a decisão do reconhecimento da Santa Sé e do Papa Francisco é motivo "de profunda alegria" e uma distinção justa para um "bispo que tanto amou e serviu a Igreja".

### Obras
- (1968) El celibato sacerdotal en el Decreto Presbyterorum ordinis. Revista Palabra, n. 32.
- (1969) Fieles y Laicos en la Iglesia. Eunsa. ISBN 9788431301309.
- (1990) Escritos sobre el sacerdocio. Ediciones Palabra. ISBN 9788471187215.
- (1982) Descubrimientos y exploraciones en las costas de California, 1532-1650. Ediciones Rialp. ISBN 9788432121890.
- (1993) Com Cesare Cavalleri.  Entrevista sobre el fundador del Opus Dei. Ediciones Rialp. ISBN 9788432129728.
- (1992) Una vida para Dios: Reflexiones en torno a la figura de Monseñor Josemaría Escrivá de Balaguer. Ediciones Rialp. ISBN 9788432128639.
- (1988) Com José Morales. Estudios sobre Camino. Ediciones Rialp. ISBN 9788432124532.
- (1995) Rendere amabile la verità: raccolta di scritti di Mons. Alvaro del Portillo, pastorali, teologici, canonistici, vari. Ateneo Romano de la Santa Cruz,. Città del Vaticano, Libreria Editrice Vaticana, 1ª ed.
- (1999) I laici nella Chiesa. Sale, luce & fermento. Studi cattolici: mensile di studi e attualità, vol. XLIII, num. 460, pp. 397-

## Contribuições para o Concílio Vaticano II
Álvaro del Portillo teve uma participação ativa em várias comissões e congregações da Igreja Católica ao longo de sua vida. Em 2 de maio de 1959, foi nomeado Consultor da Congregação do Conselho. Em 10 de agosto do mesmo ano, foi nomeado Presidente da VII Comissão Interna De Laicatu Catholico e, posteriormente, membro da Comissão Pré-preparatória sobre os Estados de Perfeição. Em 12 de agosto, foi eleito membro da III Comissão da Congregação do Conselho encarregada de estudar os chamados "Peculiaria Nostrae Aetatis Apostolatus Media". Em 4 de outubro de 1962, del Portillo foi nomeado "Peritus" conciliar e, em 4 de novembro de 1962, tornou-se "Peritus" da Comissão para a Disciplina do Clero e do Povo Cristão, sendo nomeado Secretário desta Comissão em 8 de novembro de 1962. Além disso, foi nomeado Consultor das Comissões para os Bispos e o Regime das Dioceses, os Religiosos e a Disciplina da Fé.
Durante a Segunda Sessão do Concílio Vaticano II, de 29 de setembro a dezembro de 1963, a Comissão para a Disciplina do Clero e do Povo Cristão, da qual D. Álvaro era Secretário, foi encarregada de sintetizar em um único decreto conciliar (que viria a ser o "Presbyterorum Ordinis"). Ele coordenou o trabalho dos membros da Comissão, resultando em um texto conciliar de um único capítulo subdividido em dez partes.
Segundo Salvador Bernal, seu biógrafo, Del Portillo foi a pessoa que argumentou a favor de um decreto específico para os sacerdotes. Além disso, uma das decisões da Comissão para a Disciplina do Clero e do Povo Cristão foi "defender tradições centenárias contra aqueles que as consideravam mero pietismo. Discutiu-se a presença do sacerdote no mundo e por que ele precisava de uma boa formação nas virtudes humanas básicas para servir aos homens e mulheres de seu tempo. Mas também advertiu que os sacerdotes não deveriam adotar estilos de vida leigos, muito menos assumir compromissos de natureza política partidária. Finalmente, afirmou a liberdade de se unir a associações que, de uma forma ou de outra, pudessem ajudá-los a alcançar a santificação pessoal no exercício de seu ministério sacerdotal."
"Não havia passado uma semana após o encerramento do Concílio quando o Cardeal Ciriaci, presidente da comissão da qual D. Álvaro havia sido secretário, lhe enviou uma nota expressando sincera gratidão e parabéns pela feliz conclusão de um grande feito." A nota dizia: "Você conduziu a bom porto seu decreto, que de modo algum é o menos importante dos decretos e constituições do Concílio." A votação do documento foi de 2390 a 4, uma aprovação quase unânime após um debate minucioso, em 7 de dezembro de 1965. Ciriaci afirmou que a história consideraria este decreto como "uma confirmação nova e praticamente unânime pelo Concílio Vaticano II do celibato eclesiástico e da missão exaltada do sacerdócio."
O Papa Paulo VI também comentou sobre seu trabalho: "Estou bem ciente da extensão em que isso é resultado de seus esforços prudentes, tenazes e corteses. Sem deixar de respeitar a liberdade dos outros de ter e expressar suas próprias opiniões, você nunca se desviou do caminho da fidelidade aos grandes princípios da espiritualidade sacerdotal."

## Cronologia[7]

### 1908
- 11 de janeiro. Casam-se em Cuernavaca Ramón del Portillo e Clementina Diez de Solano, na paróquia de Nossa Senhora de Guadalupe.

### 1914
- 11 de março. Nasce em Madri Álvaro del Portillo y Diez de Solano.
- 17 de março. Álvaro é batizado na paróquia de São José.

### 1916
- 28 de dezembro. Recebe o sacramento da Confirmação na paróquia de Nossa Senhora da Conceição em Madri, ministrado por Mons. Eustaquio Nieto y Martín, Bispo de Sigüenza.

### 1920
- Outubro. Começa os estudos elementares no Colégio Nossa Senhora do Pilar, em Madri.

### 1921
- 12 de maio. Recebe a primeira comunhão na paróquia da Conceição.

### 1924
- Junho/outubro. Presta exame e ingressa no "bachillerato" no Colégio Nossa Senhora do Pilar.

### 1927
- 5 de dezembro. Recebe o título do "bachillerato" elementar.

### 1928
- 2 de outubro. Fundação do Opus Dei por São Josemaría Escrivá.

### 1930
- Junho. Álvaro conclui os estudos de "bachillerato" no Colégio de Nossa Senhora do Pilar.

### 1931
- Setembro. Presta exames de "Revalida" da seção de ciências do "bachirellato" universitário, no instituto nacional de ensino secundário Cardeal Cisneros.

### 1932
- Junho. É aprovado nos exames de ingresso na Escola de Ajudantes de Obras Públicas.

### 1933
- Junho. Termina o primeiro curso da Escola de Ajudantes de Obras Públicas.
- 16 de junho a 1º. de julho. Supera os exames para ingresso na escola especial de Engenheiros de Estradas. O curso será interrompido até concluir o de Ajudante de Obras Públicas.

### 1934
- Começa a participar das Conferências de São Vicente de Paulo.
- 4 de fevereiro. Sofre uma agressão em Puente de Vallecas, depois de dar umas aulas de catecismo a meninos neste bairro de Madri.
- 28 de dezembro. Solicita ao Ministério de Obras Públicas uma vaga nos serviços de Obras Hidráulicas de Madri.

### 1935
- 8 de janeiro. Conclui o curso de Ajudante de Obras Públicas.
- Março. Conhece São Josemaría Escrivá.
- 30 de março. Começa a trabalhar como Ajudante de Obras Públicas na Chefatura de Pontes de Cimentações do Ministério de Obras Públicas.
- Junho. Conclui o primeiro ano do curso de Engenharia de Estradas.
- 6 de julho. Encontra-se com São Josemaría pela segunda vez.
- 7 de julho. Assiste, na residência universitária da Rua Ferraz, a um retiro espiritual pregado por São Josemaría e pede admissão no Opus Dei.

### 1936
- 19 de março. Incorpora-se definitivamente ao Opus Dei.
- 18 de julho. Começa a Guerra Civil Espanhola.
- 13 de agosto. Milicianos registram a casa da família del Portillo. Álvaro busca refúgio em vários lugares de pessoas e famílias amigas.
- 7 de outubro. São Josemaría se esconde na Clínica do Dr. Suils e Álvaro, depois de um período na casa de seus pais, muda-se para a embaixada da Finlândia.
- 3 de dezembro. A guarda de assalto entra nos locais dependentes da embaixada da Finlândia e prende todos os refugiados. É encarcerado na prisão de San Antón, onde é submetido a maus tratos.

### 1937
- 29 de janeiro. É posto em liberdade e muda várias vezes de refúgio clandestino, entre outros um hotel e a legação diplomatica do México.
- 13 de março. É acolhido na legação de Honduras.
- Agosto. Ocupa-se de fazer a contabilidade da legação de Honduras.
- 31 de agosto. São Josemaría abandona a legação de Honduras. Durante o mes de setembro, visita a Ramón de Portillo, pai de Álvaro, gravemente enfermo, para atendê-lo espiritualmente.
- 7 de outubro. São Josemaria se despede de Álvaro na legação e no dia seguinte deixa Madri e foge para a zona da Espanha onde havia liberdade religiosa.
- 14 de outubro. Morre Ramón del Portillo. Àlvaro não pode abandonar o refúgio para acompanhá-lo.

### 1938
- Janeiro a maio. Gestões em várias embaixadas para tentar fugir de Madri.
- 19 de junho. Isidoro Zorzano escreve dizendo que pode deixar a legação de tentar passar para o lado onde não há perseguição religiosa.
- 2 de julho. Abandona a legação de Honduras e passa a viver numa pensão na rua Goya. No mesmo dia alista-se no exercito republicano. Por diversas vezes circunstâncias, chegará a ser alistado tres vezes com nomes distintos.
- 24 de agosto. Incorpora-se a uma Companhia que chega na mesma data em Anchuelo.
- 29 de agosto. É da estinado à 4a. Companhia de Fusileiros, em Chiloeches.
- 1º. de setembro. A 4a. Companhia de Fusileiros chega em Fontanar. Obtém licença para passar o 2 de outubro em Madri.
- 9 de outubro. Chega à linha de frente da guerra.
- 12 de outubro. Com dois companheiros, deixa a zona republicana e atravessa as linhas de combate passando ao outro lado.
- 14 de outubro. Chega a Burgos, onde se encontra com São Josemaría.
- 10 de novembro. Alistado no Exército Nacional, é admitido na Academia de Alféres provisionais de engenheiros, em Fuentes Blancas, próximo a Burgos.

### 1939
- 1º. de janeiro. Conclui o curso em Fuentes Brancas e é nomeado Alféres provisional de Engenheiros. Em 10 de janeiro é destinado a Cigales onde chega a 11.
- 28 de março. As tropas nacionais entram em Madri.
- 29 de março. Muda-se para Madri onde pode ajudar o Fundador do Opus Dei na sua residência provisória.
- 1º. de abril. Termina a Guerra Civil.
- 9 de abril. É destinado a um novo posto militar, em Olot.
- 7 a 13 de junho. Viaja a Valência, onde S. Josemaría prega um retiro.
- 28 de julho. É destinado a Madri.
- 1º. de setembro. Começa a II Guerra Mundial.
- 3 de setembro. É licenciado do Exército.
- 5 a 20 de setembro. Viagem a Valência.
- 10 de outubro. É nomeado Secretário Geral do Opus Dei.
- 28 de dezembro a 6 de janeiro. Viagem a Zaragoza, Barcelona e Valência.

### 1940
- Faz diversas viagens a Zaragoza, Vitória, Barcelona, Valência, Àvila, Murcia e Alicante.
- 13 de março. Conclui o terceiro ano de engenharia.
- Setembro. Conclui o quarto ano de engenharia.

### 1941
- Junho. Termina o curso de engenharia de estradas, canais e portos.

### 1942
- 3 de junho. Primeiros exames dos estudos eclesiásticos.

### 1943
- Maio de junho. Viagem a Roma, para fazer gestões relativas à aprovação canônica do Opus Dei.
- 4 de junho. É recebido em audiência por Pio XII.
- 17 de junho. Encontra-se com Monsenhor Montini, futuro Paulo VI.

### 1944
- Janeiro, fevereiro e maio. Presta exames de teologia.
- 12 de maio. Obtém qualificação "sobresaliente" para a sua tese de doutorado na faculdade de Filosofia e Letras (História).
- 25 de junho. Ordenado sacerdote por Monsenhor D. Leopoldo Eijo y Garay, Arcebispo de Madri, na capela do Palácio Episcopal.
- 28 de junho. Celebra a primeira missa solene, na capela do Colégio de Nossa Senhora do Pilar.

### Verbetes em enciclopédias e dicionários
- Gran Enciclopedia Rialp (GER),XVIII, Rialp, Madrid, 1974, pp. 800-802.
- Diccionario enciclopédico Labor, Suplmento IX, Labor, Baracelona, 1978, p.634.
- Heráldica: Guía de Sociedad, 1978, pp. 1113-1114.
- Quién es quién en las letras españolas, Instituto Nacional del Libro Español, Madrid, 1979, p. 829.
- Gran Enciclopedia Larousse em diez volúmens, Suplemento, Planeta, Barcelona, 1979, p. 829.
- Nueva Larousse P45, XXX, Larousse, Barcelona, 1980, p.9351.
- Diccionario Enciclopédico Salvat Universal, XVI, Salvat, Barcelona-Madrid-Buenos Aires, 1981, p.463.
- 100 vascos de proyección universal originarios, La gran enciclopédia vasca, Bilbao, 1981, pp. 347-349.
- Biografías, Rialp, Madrid, 1982, p.144.
- Dicionario enciclopédico Espasa, X, Espasa Calpe, Madrid, 1984, p. 283.
- Gran Enciclopedia de Madrid, Castilla-La Mancha, X, Union Aragonesa del Libro, Zaragoza, 1988, p. 2584.
- Diccionario Enciclopédico Salvat, Salvat, Barcelona, 1988, p. 3044.
- Apéndice Larousse, Larousse, Barcelona, 1992, p.692.
- Enciclopèdia Catalana, Barcelona, 1992, p.254.
- Gran Enciclopedia Larousse GEL, Suplemento II, Planeta, Barcelona, 1993, p. 739.
- Grandes biografias ilustradas, II Planeta-De Agostini, Barcelona, 1994, p.530.
- New Catholic Encyclopedia, Shaw, Russel B., em Heraty, Jack (ed.),  Catholic University of América, Washington, D. C., 1996, p. 325-317.
- Enciclopedia Larousse, Larousse, Barcelona, 1988, p. 9352.
- Juristas del s. XX: de Kelsen a Rawls, IV, Marcial Pons, Madrid, 2004, pp. 778-779.
- Diccionario crítico de juristas españoles, portugueses y latino-americanos (hispânicos, brasileños, quebequenses y restantes francófonos), Cátedra de Historia del Derecho y de las Instituciones (Departamento de Derecho Privado Especial. Facultad de Derecho. Universidad de Málaga), Zaragoza - Barcelona, 2006, pp. 335-339.
- Galería de personajes españoles, Egartorre, Arganda del Rey, 2007, p. 526.